# Caecilii Metelli
Pour les articles homonymes, voir Jean Métellus.
Pour un article plus général, voir Caecilii.
Les Caecilii Metelli sont des plébéiens membres d'une branche majeure de l'une des plus grandes familles plébéiennes romaines, la gens Caecilia.

## Origines
La gens Caecilia prétendait descendre de Caeculus, fils du dieu romain Vulcain. 

## Une famille influente
La gens Caecilia joue un rôle particulièrement important durant la seconde moitié du IIe siècle av. J.-C. grâce à un réseau de relations qui lui assure une prééminence politique indiscutable. Possédant un grand nombre de clients, elle influe beaucoup sur les décisions politiques de la République romaine par l'intermédiaire de ses nombreux membres qui sont des magistrats de haut-rang. Les Caecilii Metelli symbolisent la puissance et la décadence de la nobilitas puisqu'ils sont les patrons de Caius Marius, l'un des principaux protagonistes de la crise que rencontre la noblesse à la fin du IIe siècle qui se concrétise d'abord par l'opposition de Caius Marius à Quintus Caecilius Metellus Numidicus.

## Les principaux membres
- Caius Caecilius
  - Lucius Caecilius Metellus Denter, fils du précédent, consul en 284 av. J.-C., tué l'année suivante au cours de la bataille d'Arretium contre les Sénons
    - Lucius Caecilius Metellus, fils du précédent, consul en 251 et 247, pontifex maximus de 243 à 237 et dictateur en 224 av. J.-C., décédé en 221 av. J.-C.
      - Lucius Caecilius Metellus, fils du précédent (?), questeur en 214 av. J.-C.
      - Quintus Caecilius Metellus, fils du précédent, consul en 206 et dictateur en 205 av. J.-C.
        - 
          - Quintus Caecilius Metellus Macedonicus, fils ou petit-fils du précédent, né vers 207 et décédé en 115 av. J.-C., consul en 143 et censeur en 131 av. J.-C., vainqueur en 148-147 d'Andriskos, il transforme la Macédoine en province en 146 av. J.-C.
            - Quintus Caecilius Metellus Baliaricus, fils du précédent, consul en 123 et censeur en 120 av. J.-C., vainqueur des pirates des Baléares
              - Caecilia Metella, fille du précédent, elle épouse Appius Claudius Pulcher et est la mère de Publius Clodius Pulcher
              - Quintus Caecilius Metellus Nepos, frère de la précédente, consul en 98 av. J.-C.
                - Quintus Caecilius Metellus Nepos, fils du précédent, tribun de la plèbe en 63, consul en 57 et proconsul en Hispanie en 56 av. J.-C.

            - Lucius Caecilius Metellus Diadematus, frère de Baliaricus, consul en 117 et censeur en 115 av. J.-C.
              - 
                - Quintus Caecilius Metellus Celer, descendant du précédent par adoption, préteur en 63, gouverneur de la Gaule cisalpine en 62 et consul en 60 av. J.-C., décédé en 59 av. J.-C.
                  - Caecilia Metella, peut-être fille du précédent, fameuse courtisane

            - Marcus Caecilius Metellus, frère de Diademetus, consul en 115 av. J.-C.
            - Caius Caecilius Metellus Caprarius, frère du précédent, consul en 113 et censeur en 102 av. J.-C.
              - Quintus Caecilius Metellus Creticus, fils du précédent, consul en 69 puis Proconsul en Crète en 68 av. J.-C., il reprend l'île aux pirates
              - Lucius Caecilius Metellus Caprarius, frère du précédent, consul en 68 av. J.-C., décédé au début de cette même année
                - Lucius Caecilius Metellus, fils du précédent, tribun de la plèbe en 49 av. J.-C.

          - Lucius Caecilius Metellus Calvus, frère de Macedonicus, consul en 142 av. J.-C.
            - Caecilia Metella, fille du précédent, elle épouse Lucius Licinius Lucullus et est la mère de Lucius Licinius Lucullus et de Marcus Terentius Varro Lucullus
            - Lucius Caecilius Metellus Delmaticus, fils du précédent, né en 164 et décédé en 98 av. J.-C., consul en 119 et pontifex maximus de 115 à 98 av. J.-C.
              - Caecilia Metella Dalmatica, fille du précédent, veuve de Marcus Aemilius Scaurus, elle épouse Sylla

            - Quintus Caecilius Metellus Numidicus, oncle de la précédente, consul en 109 puis proconsul en Numidie de 108 à 107 av. J.-C., chargé de mener la guerre contre Jugurtha, exilé par Caius Marius, décédé vers 91 av. J.-C.
              - Quintus Caecilius Metellus Pius, fils du précédent, préteur en 89, pontifex maximus de 81 à 63 et consul en 80 av. J.-C., combat Sertorius en Hispanie, décédé en 63 av. J.-C.
                - Quintus Caecilius Metellus Pius Scipio Nasica, fils du précédent par adoption et beau-père de Pompée, dit « Metellus Scipion », tribun de la plèbe en 59, consul en 52 et gouverneur de la Syrie en 49 av. J.-C., décédé en 46 av. J.-C.